# La Puerta
La Puerta – jednostka osadnicza w Stanach Zjednoczonych, w stanie Teksas, w hrabstwie Starr.